# Konecchlumí
Konecchlumí (deutsch Konetzchlum) ist eine Gemeinde in Tschechien. Sie liegt 10 Kilometer südöstlich von Jičín und gehört zum Bezirk Okres Jičín.

## Geographie

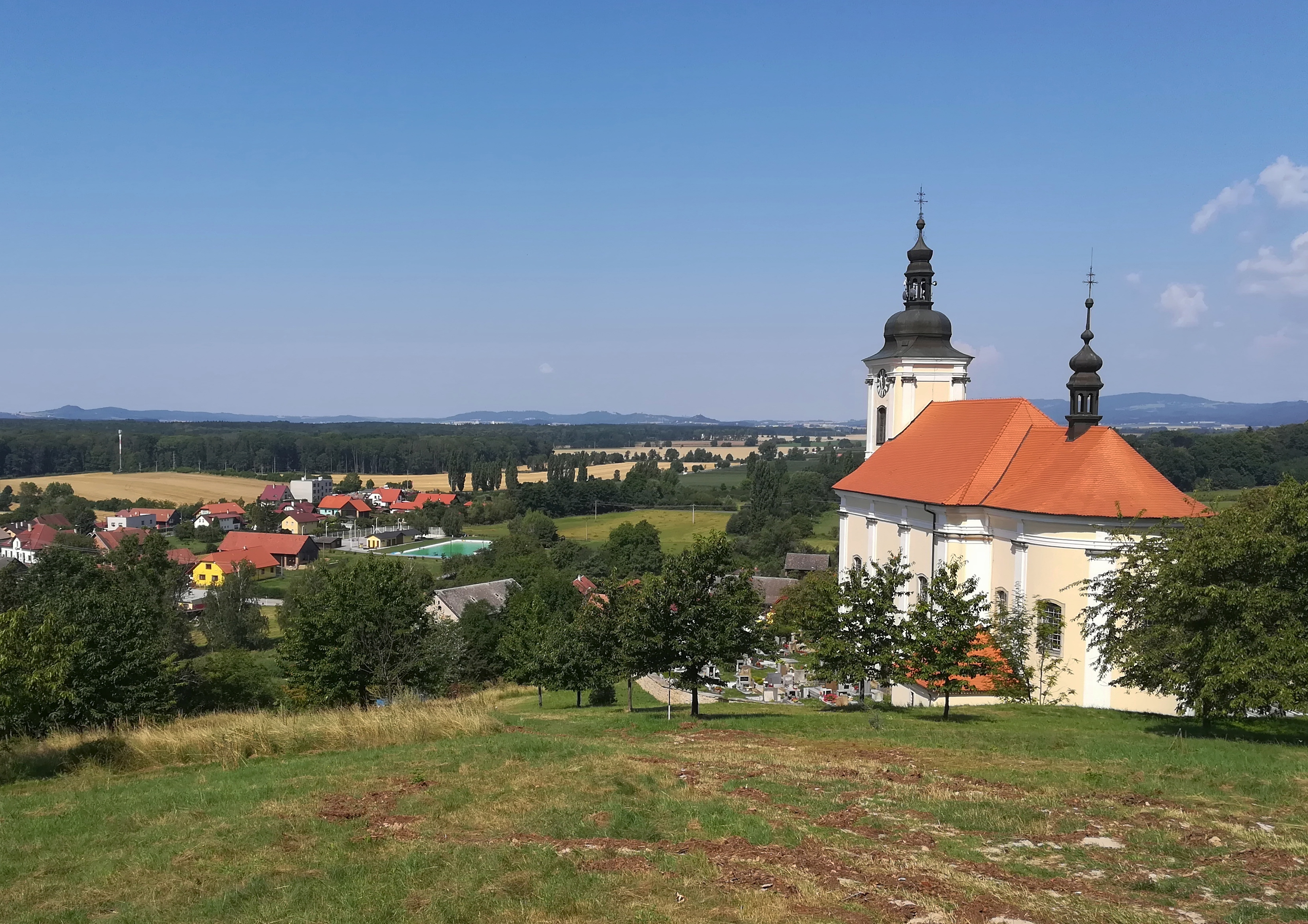
Ortsansicht

Konecchlumí befindet sich im Quellgebiet der Bukovka an der westlichen Spitze des Mlázovický Chlum, eines Teiles des Horschitzer Sandsteinrückens, am Fuße des Berges Hůra (389 m). Durch das Dorf führt die Europastraße 442 / Staatsstraße 35 zwischen Hradec Králové und Jičín.
Nachbarorte sind Kamenice im Norden, Mlázovice im Nordosten, Mezihoří im Osten, Podhorní Újezd a Vojice im Südosten, Třtěnice und Kabáty im Süden, Kovač im Südwesten, Kacákova Lhota im Westen sowie Řeheč und Úlibice im Nordwesten.

## Geschichte
Die erste urkundliche Erwähnung des Dorfes erfolgte 1226. Seit 1355 ist die Existenz der Kirche belegt. Um 1400 entstand die Wasserfeste Konecchlumí, zu der Wassergräben von der Bukovka führten.
Seit dem Beginn des 16. Jahrhunderts gehörte der Ort dem Geschlecht Konecchlumský von Konecchlumí. Nach der Schlacht am Weißen Berg wurde deren Besitz konfisziert und Wilhelm der Ältere 1621 in Prag hingerichtet. Im 18. Jahrhundert wurden die Grafen Trauttmansdorff Besitzer des Ortes.
Nach der Aufhebung der Patrimonialherrschaften wurde Konecchlumí 1850 zu einer Gemeinde im Bezirk Jičín. In den 1930er Jahren kam die Gemeinde zum Okres Hořice und nach dessen Auflösung 1961 wieder zum Okres Jičín zurück. 1961 erfolgte die Eingemeindung von Kamenice und Kovač nach Konecchlumí, seit dem 24. November 1990 bildet Kovač wieder eine Gemeinde.

## Gemeindegliederung
Die Gemeinde Konecchlumí besteht aus den Ortsteilen Kamenice (Kamenitz) und Konecchlumí (Konetzchlum).

## Sehenswürdigkeiten
- Kirche St. Peter und Paul; das 1728–1729 von Donatius Theodor Morazzi geschaffene barocke Bauwerk entstand auf Rechnung von Franz Norbert von Trauttmansdorff an Stelle eines gotischen Vorgängerbaus aus dem 14. Jahrhundert.
- Denkmal für Wilhelm den Älteren Konecchlumský von Konecchlumí, errichtet 1907
- Die zu Beginn des 15. Jahrhunderts errichtete Feste Konecchlumí ist heute Teil eines Wirtschaftshofes. Letzte Umbauten erfolgten 1910.
- Schloss Kamenice; die dreiflügelige klassizistische Anlage erhielt ihre heutige Gestalt bei Umbauten von 1794 und um 1850. Das Bauwerk geht auf eine Feste aus dem 15. Jahrhundert zurück.

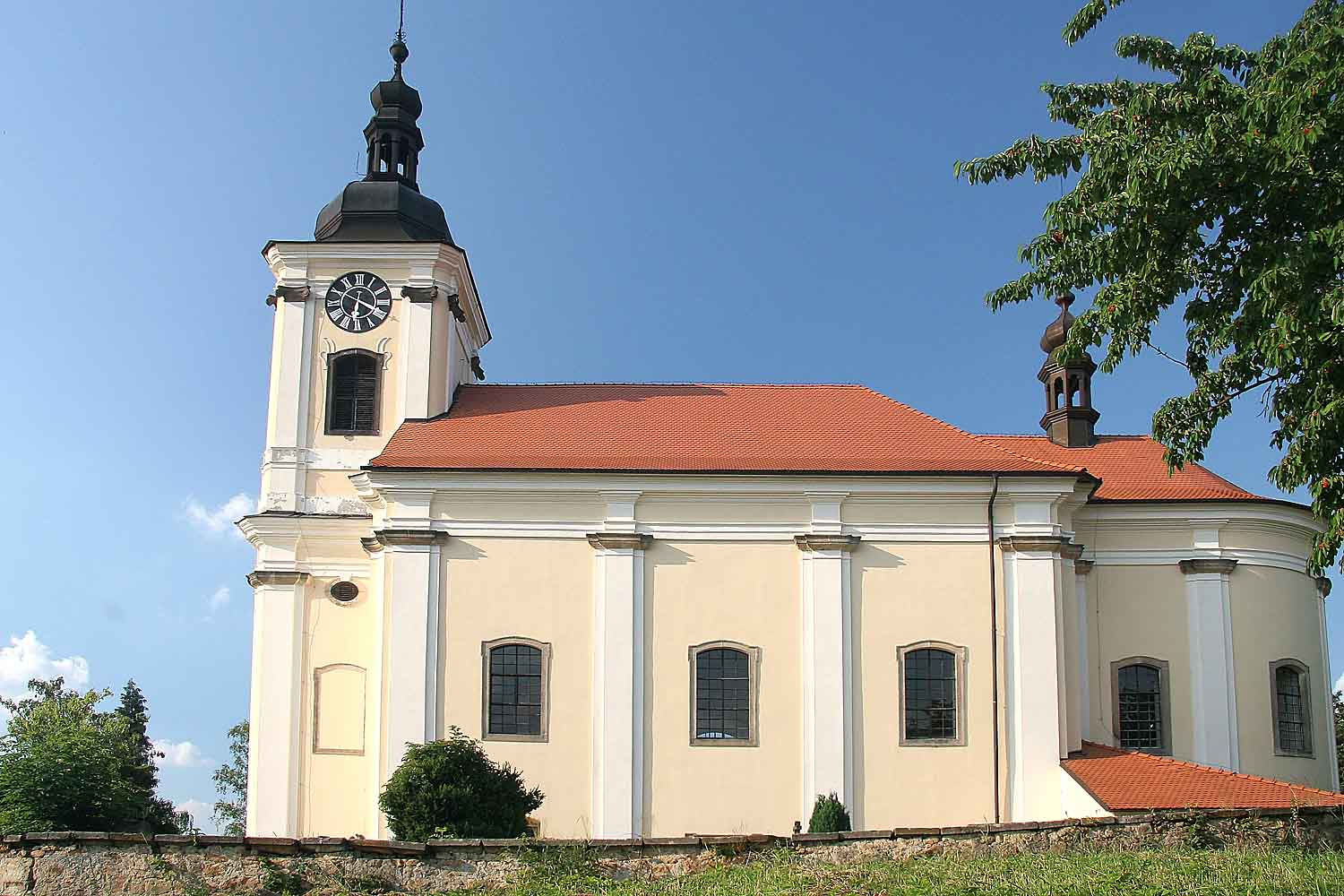
Kirche St. Peter und Paul
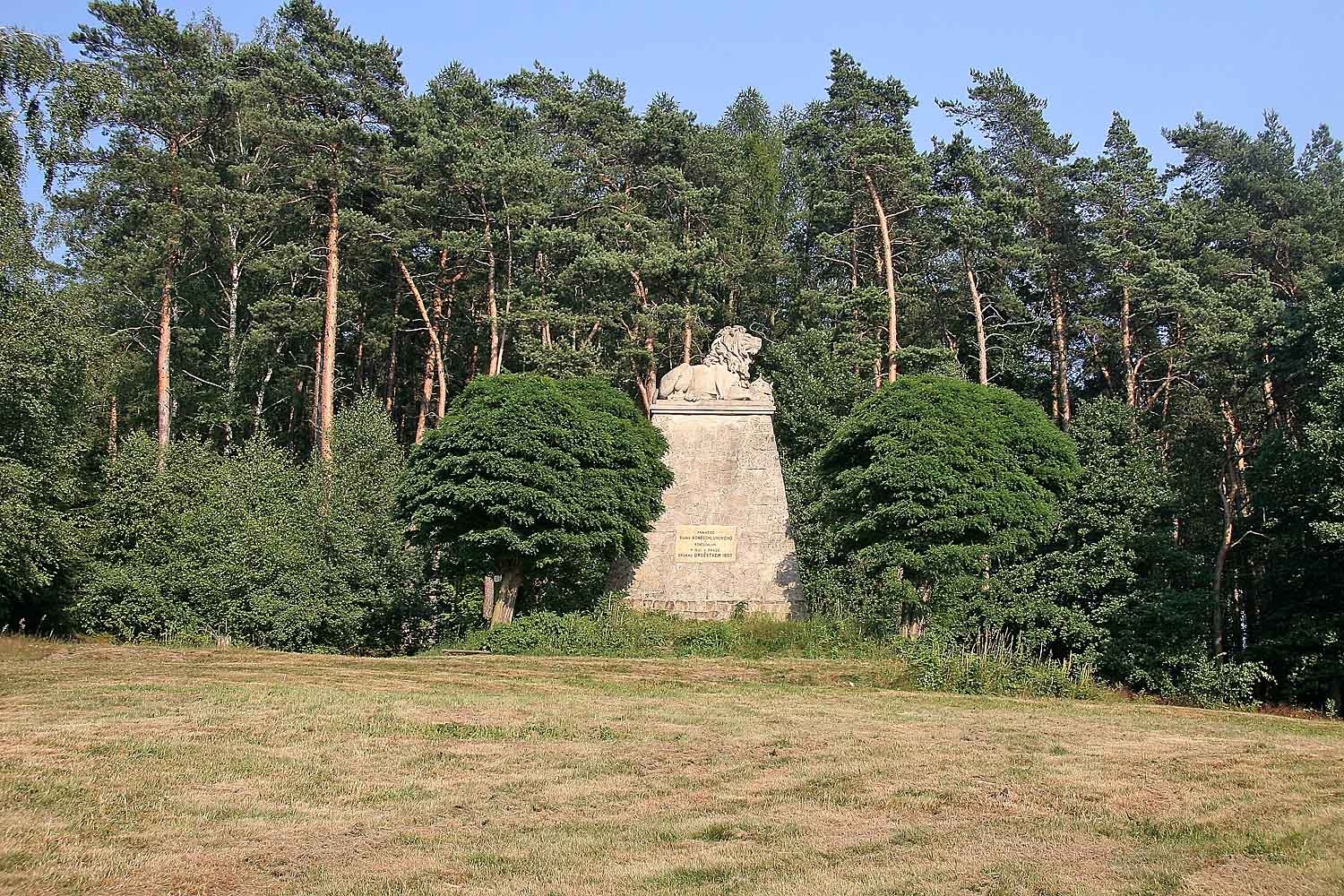
Denkmal für Wilhelm Konecchlumský

## Persönlichkeiten
- Wilhelm der Ältere Konecchlumský von Konecchlumí (1551–1621), am 21. Juni 1621 als einer der Anführer der Aufständischen auf dem Altstädter Ring in Prag hingerichtet